# Linköpings centralstation
Linköpings centralstation är en järnvägsstation i Linköping i Östergötland.

## Bakgrund
Stationen uppfördes åren 1871-1872. Arkitekten var Adolf W Edelsvärd. Huset är gult, med synligt tegel i ljusrött.

## Järnvägsförbindelser
Linköpings C (Trafikplatssignatur Lp) ligger längs den del av Södra stambanan som tidigare hetat Östra stambanan. Det är en mycket vältrafikerad bana med många persontåg. Vid stationen stannar länstågen Östgötapendeln samt SJ:s X2000-tåg och InterCity-tåg mellan Stockholm och Öresundsregionen. Mälartågs regionaltåg på linjen Sala - Linköping har slutstation i Linköping. Linköping C är också ändpunkt för linjerna från Västervik (Tjustbanan) och Kalmar via Vimmerby (Stångådalsbanan, tidigare Östra centralbanan). Dessa trafikeras av Krösatågen (före december 2021 benämnt Kustpilen. Stationens av- och påstigningsspår är fem till antalet. Tidigare har stationen också haft smalspårsförbindelser, i ena riktningen till Motala, Vadstena och Väderstad (Mellersta Östergötlands Järnväg) och i andra riktningen till Ringstorp.

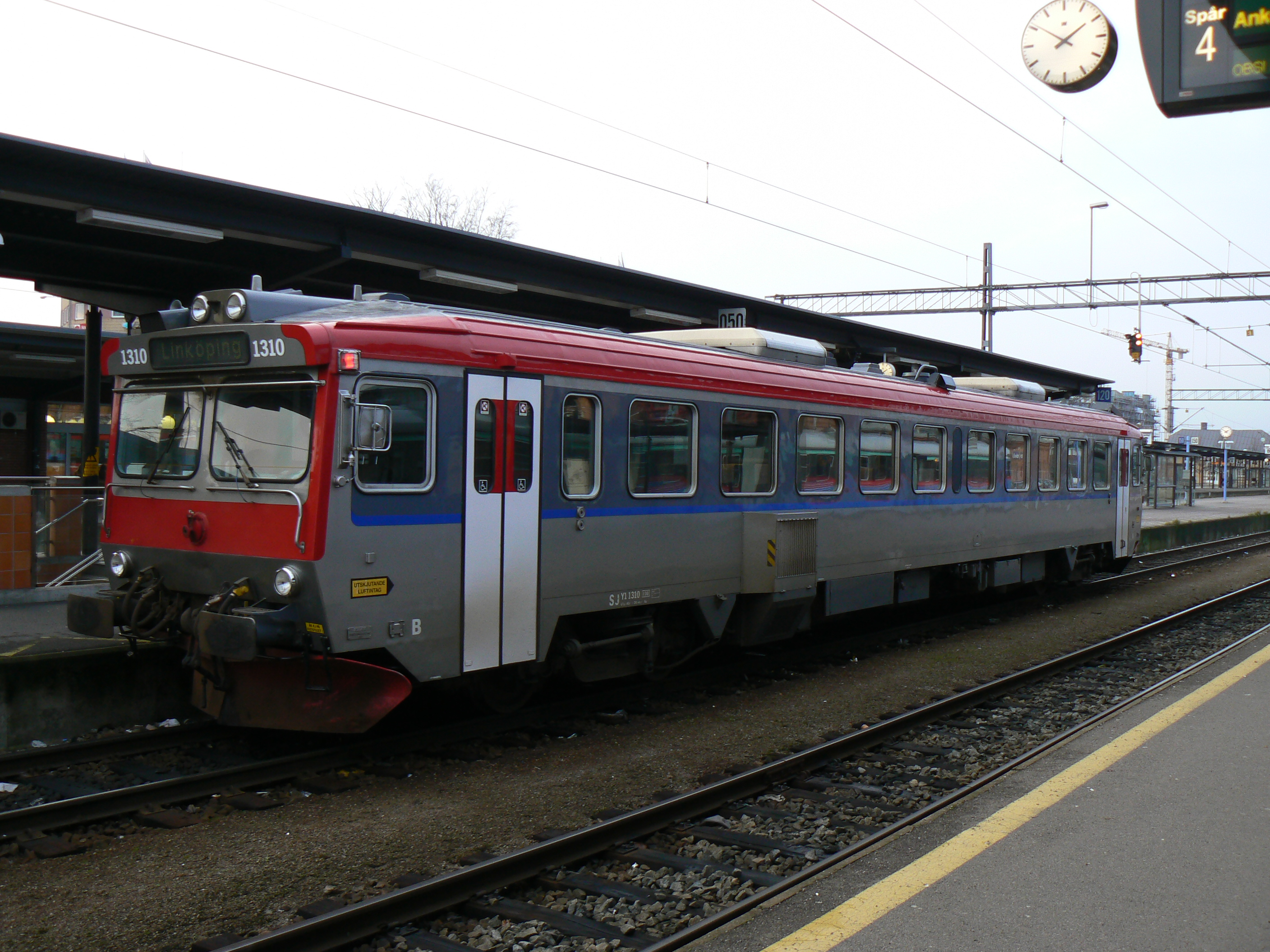
Y1-motorvagn på Spår 3

| Tabell | Sträcka                                                                                     |
| 56     | Sala - Västerås C - Norrköping C (- Linköping C)                                            |
| 79     | Norrköping C - Linghem - Linköping C - Vikingstad - Mantorp - Mjölby - Boxholm - Tranås     |
| 80     | Stockholm C - Norrköping C - Linköping C - Nässjö - Alvesta - Hässleholm - Lund C - Malmö C |
| 81     | Gävle C - Stockholm C - Norrköping C - Linköping C                                          |
| 83     | Linköping C - Åtvidaberg - Västervik                                                        |
| 84     | Linköping C - Kisa - Hultsfred - Kalmar                                                     |

## Linköpings övriga hållplatser och stationer
Inom Linköpings tätort görs också uppehåll vid hållstället Tannefors (Tn) på Tjustbanan/Stångådalsbanan. Trafiktekniskt finns en station även i Hjulsbro (Hj). Där görs inga tåguppehåll.

## Resecentrum

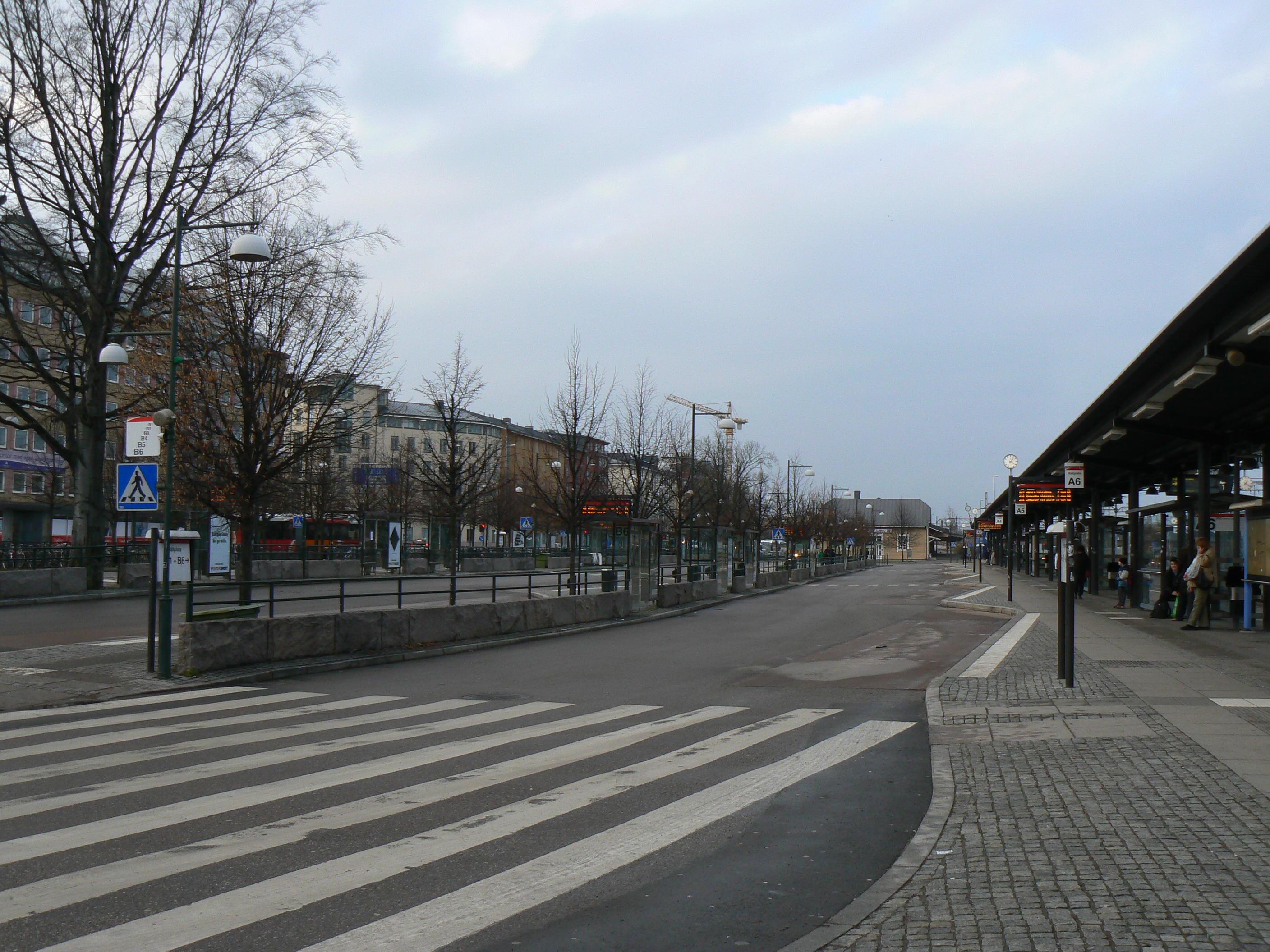
Linköpings resecentrum, bussterminalen

I omedelbar anslutning till Linköpings centralstation ligger en bussterminal för Östgötatrafikens stads- och länsbussar. En särskild bussväntsal med tidvis bemannad försäljnings- och servicelucka finnes. Längre bort i området ligger fjärrbussterminalen, som bland annat trafikeras av Flixbus.

## Framtid
Det finns kommunala planer på att inom några år flytta Linköpings resecentrum till andra sidan Stångån (ca 400 meter). Förändringen skulle även gälla tågens uppehåll, med ett nytt stationshus i sydvästra Kallerstadsområdet. Under hösten 2008 har information om dessa planer ställts ut i Linköpings stadsbibliotek.[källa behövs]
Det är dock staten via Trafikverket som bestämmer över läget för järnvägsstationer. Kommuner kan inte styra, endast blockera beslut via detaljplanläggning. I samband med planeringen av Ostlänken ville kommunen ha en underjordisk station. Staten ville inte bekosta en sådan mycket kostsam station. Blockeringen gjorde att Linköpings centralstation lyftes ut ur tidsplanen för Ostlänken. Inför hotet från staten att dra järnvägen utanför tätorten och bygga en station för snabbtåg på landsbygden, alternativt att inte bygga något alls i Linköping, valde kommunen att ge upp sina krav. Planeringen av järnvägen genom Linköping med stationsutformning pågår men har långt kvar (2020).

## Källhänvisningar
1. ↑  ”Fastighetsförteckning 2011”. Jernhusen AB. sid. 10. Arkiverad från originalet den 31 augusti 2017. https://web.archive.org/web/20170831002241/https://www.jernhusen.se/globalassets/dokument/fastighetsforteckning/jernhusen-fastighetsforteckning-2011.pdf. Läst 4 mars 2013.
2. ↑  Linköpings station kan bli underjordisk
3. ↑  Linköpingsområdet(Ostlänken)